# Luiz Adriano
Luiz Adriano de Souza da Silva (ur. 12 kwietnia 1987 w Porto Alegre) – brazylijski piłkarz występujący na pozycji napastnika w brazylijskim klubie SC Internacional.

## Kariera piłkarska

### Kariera klubowa
Wychowanek klubu SC Internacional, w barwach którego w 2006 rozpoczął karierę piłkarską. 5 marca 2007 za 3 miliony Euro został zakupiony do ukraińskiego Szachtara Donieck. W 2009 roku zdobył bramkę w finale rozgrywek o Puchar UEFA przeciwko Werderowi Brema. Szachtar zwyciężył w tym spotkaniu 2:1 po dogrywce. 20 listopada 2012 roku o Luizie Adriano stało się głośno po tym jak w meczu Ligi Mistrzów zdobył kontrowersyjną bramkę przeciwko FC Nordsjaelland. Po wykonaniu rzutu sędziowskiego zawodnik Szachtara – Willian zagrał piłkę do bramkarza duńskiej drużyny w geście fair play, a Luiz Adriano przejął ją, minął bramkarza i zdobył bramkę. Sezon 2013/2014 przyniósł Luizowi Adriano tytuł króla strzelców ukraińskiej Premier Lihi z 20 bramkami. W kolejnym sezonie Luiz Adriano zdobył pięć bramek w jednym meczu Ligi Mistrzów przeciwko BATE Borysów, stając się drugim piłkarzem w historii rozgrywek z tym osiągnięciem (pierwszym był Lionel Messi). Po tym spotkaniu otrzymał powołanie na towarzyskie mecze reprezentacji Brazylii przeciwko Turcji i Austrii.
2 lipca 2015 roku podpisał 5-letni kontrakt z Milanem. Po zaledwie pół roku spędzonym w Mediolanie, Włosi zgodzili się na jego transfer do Jiangsu Suning, jednak sam zawodnik nie uzyskał porozumienia z nowym klubem. Dnia 25 stycznia 2017 roku, zawodnik podpisał kontrakt z rosyjskim zespołem Spartak Moskwa. Po zakończeniu sezonu 2018/2019 powrócił do Brazylii i został zawodnikiem SE Palmeiras.

### Kariera reprezentacyjna
W 2007 występował w reprezentacji Brazylii U-20. Od 2014 reprezentant Brazylii, po tym jak zadebiutował w towarzyskim starciu przeciwko reprezentacji Turcji.

## Sukcesy

### Sukcesy klubowe
- zdobywca Pucharu Klubowego Mistrza Świata: 2006
- mistrz Ukrainy: 2008, 2010, 2011, 2012, 2013, 2014
- wicemistrz Ukrainy: 2007, 2009, 2015
- zdobywca Pucharu Ukrainy: 2008, 2011, 2012, 2013
- finalista Pucharu Ukrainy: 2007, 2009, 2010, 2014, 2015
- zdobywca Superpucharu Ukrainy: 2008, 2010, 2012, 2013, 2014
- finalista Superpucharu Ukrainy: 2007, 2009
- zdobywca Pucharu UEFA: 2009

### Sukcesy reprezentacyjne
- uczestnik turnieju finałowego Mistrzostw Świata U-20: 2007

### Odznaczenia
- tytuł Zasłużonego Mistrza Sportu Ukrainy: 2009[8]
- Order „Za odwagę” III klasy: 2009[9].